# Elecciones parlamentarias de Finlandia de 2015
Las elecciones parlamentarias de Finlandia de 2015 tuvieron lugar el día 19 de abril de ese año. Los resultados sirvieron para elegir a los 200 diputados del Parlamento finlandés por medio del sistema d'Hondt.
En estos comicios resultó ganador el Partido del Centro, que obtuvo un 21,1% de los votos. Su victoria marca el retorno del Partido Centrista al poder después de 4 años de gobierno por parte de la Coalición Nacional. Juha Sipilä fue elegido primer ministro de Finlandia después de una serie de negociaciones con otros partidos.

## Escenarios pre-elecciones
El gobierno de turno estaba formado por una coalición de cuatro partidos, compuesto por el Partido de Coalición Nacional, Partido Socialdemócrata, el Partido Popular Sueco y los Demócrata-Cristianos, así como de representantes de la Isla de Åland. La Alianza de Izquierda y la Liga Verde inicialmente también formaron parte de la coalición de gobierno, pero ambos lo abandonaron en 2014. Entre las razones de abandonar el gabinete, por parte de La Izquierda cita su oposición a los recortes presupuestarios en los programas de bienestar social, que ha sido aceptado por los otros 5 partidos; mientras que Los Verdes se opusieron a la decisión de los otros partidos en el gobierno de conceder a Fennovoima una licencia para la construcción de una planta de energía nuclear en Pyhäjoki. 
Desde junio de 2011 el gabinete fue precedido por Jyrki Katainen, líder de la Coalición Nacional. Sin embargo, en abril de 2014 decidió que no va a buscar otro período y renunció a su puesto; y por ende, la Coalición escogió como nuevo líder a Alexander Stubb, siendo electo primer ministro.

## Resultados electorales
| Listas | Listas                               | Votos     | %    | +/- % (2011) | Asientos | +/- (2011) |
| ------ | ------------------------------------ | --------- | ---- | ------------ | -------- | ---------- |
|        | Partido del Centro                   | 626.218   | 21,1 | +5,3         | 49       | +14        |
|        | Verdaderos Finlandeses               | 524.054   | 17,7 | -1,4         | 38       | -1         |
|        | Coalición Nacional                   | 540.212   | 18,2 | -2,2         | 37       | -7         |
|        | Partido Socialdemócrata de Finlandia | 490.102   | 16,5 | -2,6         | 34       | -8         |
|        | Liga Verde                           | 253.102   | 8,5  | +1,2         | 15       | +5         |
|        | Alianza de la Izquierda              | 211.702   | 7,1  | -1,0         | 12       | -2         |
|        | Partido Popular Sueco                | 144.802   | 4,9  | +0,6         | 9        | 0          |
|        | Demócrata Cristianos                 | 105.134   | 3,5  | -0,5         | 5        | -1         |
|        | Otros partidos e independientes      | 73.133    | 2,5  |              | 1        | 0          |
| Total  | Total                                | 2.968.459 | 100  | -            | 200      | -          |

## Formación de gobierno
Como líder del partido más votado, Juha Sipilä se encargó de la formación de la nueva coalición de gobierno. A principios de mayo Sipilä anunció que tratará de formar un coalición mayoritariamente derechista que consiste en los tres partidos más grandes: El Partido del Centro, Verdaderos Finlandeses y el Partido de Coalición Nacional. Las negociaciones de la coalición fueron un éxito y dieron lugar a la formación de un nuevo gabinete el 29 de mayo con Sipilä a la cabeza.
- Datos: Q2112415
- Multimedia: Parliamentary elections in Finland, 2015 / Q2112415